# Karp Sviridov
Karp Vasílievich Sviridov (en ruso: Карп Васильевич Свиридов; Chiganak, Imperio ruso, 12 de mayojul./ 24 de mayo de 1896greg. – Kiev, Unión Soviética, 4 de febrero de 1967) fue un oficial militar soviético que combatió en las filas del Ejército Rojo durante la Segunda Guerra Mundial donde alcanzó el rango de teniente general y además fue galardonado con el título de Héroe de la Unión Soviética.
Se unió al Ejército Imperial Ruso durante la Primera Guerra Mundial, entró brevemente en combate en 1917 y fue desmovilizado a principios de 1918. Posteriormente se integró en las filas del Ejército Rojo durante la Guerra civil rusa, donde luchó como comandante de sección en los Frentes Sur y Este, escapando de Cautiverio del Ejército de Voluntarios. Sviridov sirvió en puestos de personal y mando durante el período de entreguerras y al comienzo de la operación Barbarroja comandaba la 18.ª División de Fusileros.
Su división fue, en su mayor parte, destruida en el cerco durante la batalla de Smolensk, pero Sviridov logró escapar y recibió el mando de la 363.ª División de Fusileros, que se convirtió en la 22.ª División de Fusileros de la Guardia a principios de 1942 por sus acciones en las Batallas de Rzhev. A finales de 1942, la división se convirtió en el 2.º Cuerpo Mecanizado de la Guardia, que dirigió durante el resto de la guerra y principios de la posguerra. Fue nombrado Héroe de la Unión Soviética por su liderazgo del cuerpo en el sitio de Budapest y la ofensiva de Viena.
Después de la guerra, continuó su servicio militar, comandó sucesivamente dos cuerpos de fusileros y sirvió como subcomandante y asistente del comandante de varios ejércitos antes de retirarse en 1955.

## Biografía

### Infancia y juventud
Karp Sviridov nació el 24 de mayo de 1896 en el pueblo de Chiganak en la Gobernación de Sarátov en lo que entonces era el imperio ruso, en el seno de una familia de campesinos rusos. Durante la Primera Guerra Mundial, fue llamado al servicio militar en el Ejército Imperial Ruso el 1 de agosto de 1915 y enviado a un regimiento de fusileros de reserva en Zlatoúst. Después de graduarse del destacamento de entrenamiento del regimiento en octubre de 1916, se desempeñó como suboficial subalterno y líder de escuadrón. Enviado al frente en una compañía de marcha en abril de 1917, Sviridov luchó en las filas del 745.º Regimiento de Infantería Novo-Alexandrovsk en el Dvina Occidental. Antes de su desmovilización en abril de 1918, fue elegido miembro del comité del regimiento.
Durante la Guerra civil rusa, el 15 de septiembre, fue reclutado por el Ejército Rojo y asignado al 2.º Regimiento de Fusileros. Como miembro del Ejército Rojo y comandante de sección, luchó con el regimiento en el Frente Sur cerca de Balashov. Cerca del Jútor de Lukoyanovsky en el Óblast del Voisko del Don, fue capturado por el Ejército de Voluntarios en octubre de 1918 y encarcelado. Después de escapar el 15 de febrero de 1919, regresó al Ejército Rojo en marzo y se unió al 8.º Regimiento de Fusileros de la 2.ª Brigada de Comuneros Rojos, que se estaba formando en Samara. Después de que el regimiento fuera enviado al Frente de los Urales, se desempeñó como líder de sección y asistente del comandante de pelotón en la lucha contra los cosacos de los Urales. Después de la abolición del Frente de los Urales en marzo de 1920, fue transferido a trabajar en el Tribunal Revolucionario de la región fortificada de los Urales.

### Periodo de entreguerras
Desde diciembre, estudió en los primeros cursos de ametralladoras de Moscú, que se convirtieron en la primera Escuela Militar Combinada VTsIK. Después de graduarse de este último curso en noviembre de 1923, fue asignado al 94.º Regimiento de Fusileros Bandera Roja de la 32.ª División de Fusileros en Sarátov, sirviendo sucesivamente como asistente del comandante de pelotón y comandante de pelotón, asistente del comandante de la compañía de fusileros, comandante de la compañía de ametralladoras y jefe de la escuela del regimiento durante los siguientes años. En marzo de 1931, fue transferido a la 34.ª División de Fusileros en Syzran para servir como jefe de Estado Myor de su 101.º Regimiento de Fusileros en marzo de 1931, Sviridov se convirtió en jefe de la 1.ª sección (operativa) del estado Mayor de la 82.ª División de Fusileros en Perm en marzo de 1932.
En mayo de 1933, fue designado comandante del 182.° Regimiento de Fusileros de la 61.° División de Fusileros en Kamishin, se desempeñó como jefe temporal del departamento de entrenamiento de reservistas del Distrito Militar del Volga desde diciembre de 1937, y desde noviembre de 1938 fue jefe interino del 2.° departamento del Estado Mayor del Distrito Militar del Volga. En febrero de 1939, se convirtió en subcomandante de la 86.ª División de Fusileros en Kazán, y en agosto fue transferido al Distrito Militar de Arcángel para comandar la 111.ª División de Fusileros, que pasó a ser la 18.ª División en febrero de 1940. Después de ingresar a los Cursos de Perfeccionamiento de Comandantes Superiores en la Academia Militar Frunze en octubre, se graduó en mayo de 1941, volviendo al mando de la 18.ª División. Esta última división comenzó a trasladarse a Zhitómir en el Distrito Militar Especial de Kiev el 12 de junio.

### Segunda Guerra Mundial

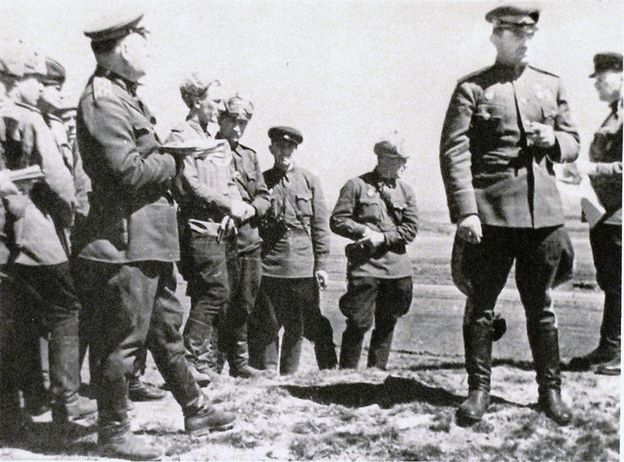
El general Karp Sviridov con varios oficiales del Estado Mayor del Cuerpo en marzo de 1944

Después del inicio de la invasión alemana de la Unión Soviética, que comenzó el 22 de junio de 1941, los trenes que transportaban la división fueron redirigidos al Frente Occidental en el área de Orsha, donde después de descargar, se unió al 20.º Ejército. Sviridov fue nombrado jefe del sector militar de Orsha en la orilla oriental del Dniéper el 29 de junio. Al entrar en la batalla contra la 18.ª División de Infantería alemana el 6 de julio, su división rechazó los intentos alemanes de cruzar el río hasta el 18 de julio. El 12 de julio, las tropas alemanas rompieron las líneas defensivas soviéticas en un sector vecino y capturaron Smolensk cuatro días después, rodeando parte de la división. Después de ponerse en contacto con el cuartel general del 19.° Ejército, la división recibió la orden de dividirse en pequeños grupos, infiltrase entre las líneas alemanas y unirse al ejército en retirada. Después de la ruptura, Sviridov fue tratado en un hospital durante un mes y medio, nada más recuperarse asumió el mando de la recién creada 363.ª División de Fusileros, que se estaba formando en Kamishlov en el Distrito Militar de los Urales, durante septiembre.
A partir del 18 de noviembre, la 363.ª División fue enviada al Frente de Kalinin para unirse al 30.º Ejército, el cual estaba operando en la dirección de Rzhev durante la operación defensiva de Kalinin. Durante el mismo mes, la división fue transferida al Frente Occidental y luchó en las ofensivas de Klin-Solnechnogorsk y Rzhev-Viazma. Debido a la «finalización exitosa de tareas de comando» en las ofensivas, la división pasó a llamarse la 22.ª División de Fusileros de Guardias el 22 de marzo de 1942, mientras que Sviridov recibió la Orden de la Bandera Roja. Los guardias de la 22.ª División fueron retirados a la reserva del Alto Mando Supremo en abril y mayo, luego se envió la división al 53.º Ejército del Frente Noroeste donde luchó, hasta noviembre, contra el 16.º Ejército alemán en la Bolsa de Demyansk. Sviridov fue ascendido a mayor general el 1 de octubre. Para el 6 de noviembre de 1942, la división fue trasladada a Morshansk, donde se reorganizó como el 2.º Cuerpo Mecanizado de Guardias bajo su mando.
El recién reorganizado cuerpo luchó en el Frente de Stalingrado y en el Frente Sur. En diciembre, «dirigió hábilmente» al cuerpo durante el ataque contra las fuerzas alemanas alrededor de Kotelnikovo y Tormosin, luego con otras unidades en vanguardia ayudó a recuperar Novocherkask y Rostov del Don. Fue ascendido a teniente general el 7 de junio de 1943. A partir de agosto de 1943, el Cuerpo luchó en las ofensivas del Dombás (13 de agosto – 22 de septiembre de 1943), Melitópol (26 de septiembre - 5 de noviembre de 1943), Bereznegovatoye–Snigirevka y Odesa, durante las cuales liberó un gran número de localidades, entre las que cabe destacarː Volnovakha, Kajovka y Berislav. Por su «coraje» en la liberación de Nicolaiev, el Cuerpo recibió el nombre de la ciudad como título honorífico, y Sviridov recibió la orden de Kutúzov de 1.er grado. El Cuerpo luchó en el avance hacia Hungría, Austria y Checoslovaquia. En conjunto con el 46.º Ejército del 2.º Frente Ucraniano, el cuerpo ayudó a capturar Budapest, Tata, Nesmey, Győr, Viena y Brno. Por su «coraje» en el Sitio de Budapest, el 2.º Cuerpo Mecanizado de Guardias recibió el nombre de la ciudad como título honorífico. Por su «hábil organización y mando de las unidades del cuerpo y el coraje personal demostrado durante la batalla», Sviridov se convirtió en Héroe de la Unión Soviética y se le otorgó la Orden de Lenin el 23 de abril de 1945.

### Posguerra
Después de la guerra, En noviembre de 1945, continuó al mando del Cuerpo, que posteriormente se convirtió en la 2.ª División Mecanizada de Guardias del Grupo de Fuerzas del Sur, durante el período temprano de la posguerra. Al ingresar a cursos académicos más altos en la Academia Militar Superior de Voroshilov en marzo de 1946, al graduarse un año después, fue nombrado comandante asistente para el Estado Mayor del 2.º Ejército Mecanizado de Guardias en el Grupo de Fuerzas Soviética en Alemania.
A partir de abril de 1949, se desempeñó como comandante subdirector temporal del 5.º Ejército Mecanizado de Guardias en el Distrito Militar de Bielorrusia en Babruisk. A partir de julio de ese mismo año, comandó el 13.° Cuerpo de Fusileros del Distrito Militar de Transcaucasia, y en enero de 1951 fue transferido al Distrito Militar de Moscú donde asumió el mando del 1.er Cuerpo de Fusileros de Guardias.
En octubre de 1952, fue puesto a disposición de la Dirección Principal de Personal del Ejército Soviético, donde permaneció hasta enero de 1954, cuando fue nombrado comandante asistente del 6.º Ejército Mecanizado de Guardias en el Distrito Militar del Transbaikal, en noviembre de 1954, el puesto se convirtió en el de comandante asistente del ejército y jefe del departamento de entrenamiento de combate del Ejército.

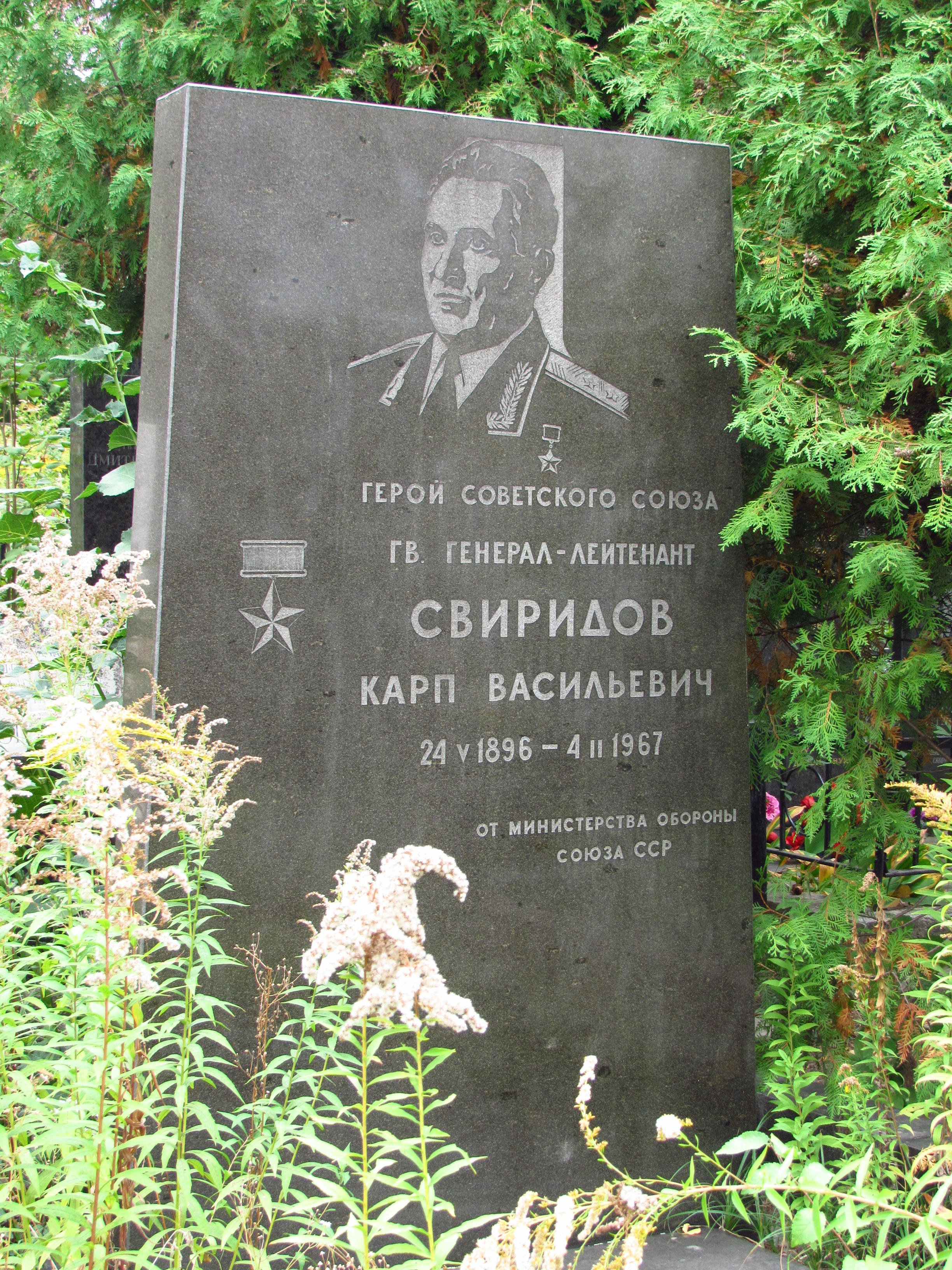
Lápida de Karp Sviridov en el cementerio de Baikove en Kiev

Después de retirarse del ejército el 17 de diciembre de 1955, vivió en Kiev, donde murió el 4 de febrero de 1967. Fue enterrado en el cementerio de Baikove de la ciudad.

## Promociones
- Mayor general (1 de octubre de 1942)
- Teniente general (7 de junio de 1943).[7]

## Condecoraciones
A lo largo de su servicio militar Karp Sviridov  recibió las siguientes condecoracionesː
|  | Héroe de la Unión Soviética                                                                            |
|  | Orden de Lenin, dos veces                                                                              |
|  | Orden de la Bandera Roja, tres veces                                                                   |
|  | Orden de Kutúzov de 1.er grado                                                                         |
|  | Orden de Suvórov de 2.do grado                                                                         |
|  | Medalla por la Defensa de Moscú                                                                        |
|  | Medalla por la Defensa de Stalingrado (1942)                                                           |
|  | Medalla por la Victoria sobre Alemania en la Gran Guerra Patria 1941-1945 (1945)                       |
|  | Medalla Conmemorativa del 20.º Aniversario de la Victoria en la Gran Guerra Patria de 1941-1945 (1965) |
|  | Medalla por la Conquista de Budapest                                                                   |
|  | Medalla por la Conquista de Viena                                                                      |
|  | Medalla por la Liberación de Praga (1945)                                                              |
|  | Medalla del 20.º Aniversario del Ejército Rojo de Obreros y Campesinos                                 |
|  | Medalla del 30.º Aniversario de las Fuerzas Armadas de la URSS                                         |
|  | Medalla del 40.º Aniversario de las Fuerzas Armadas de la URSS                                         |
|  | Orden de la Estrella Roja (Hungría)                                                                    |